# Lophotyna crinomima
Lophotyna crinomima är en fjärilsart som beskrevs av Edward P. Wiltshire 1946. Lophotyna crinomima ingår i släktet Lophotyna och familjen nattflyn. Inga underarter finns listade i Catalogue of Life.